# هاري نيوتن
هاري نيوتن (2 مايو 1935 في المملكة المتحدة - 22 ديسمبر 2014 في المملكة المتحدة) (بالإنجليزية: Harry Newton)‏ هو لاعب كريكت بريطاني. لعب مع نادي مقاطعة ساسكس للكركيت ‏.

## وصلات خارجية
- هاري نيوتن على موقع إي آس بي آن كريك إنفو (الإنجليزية)